# Dolmen von Valbelle

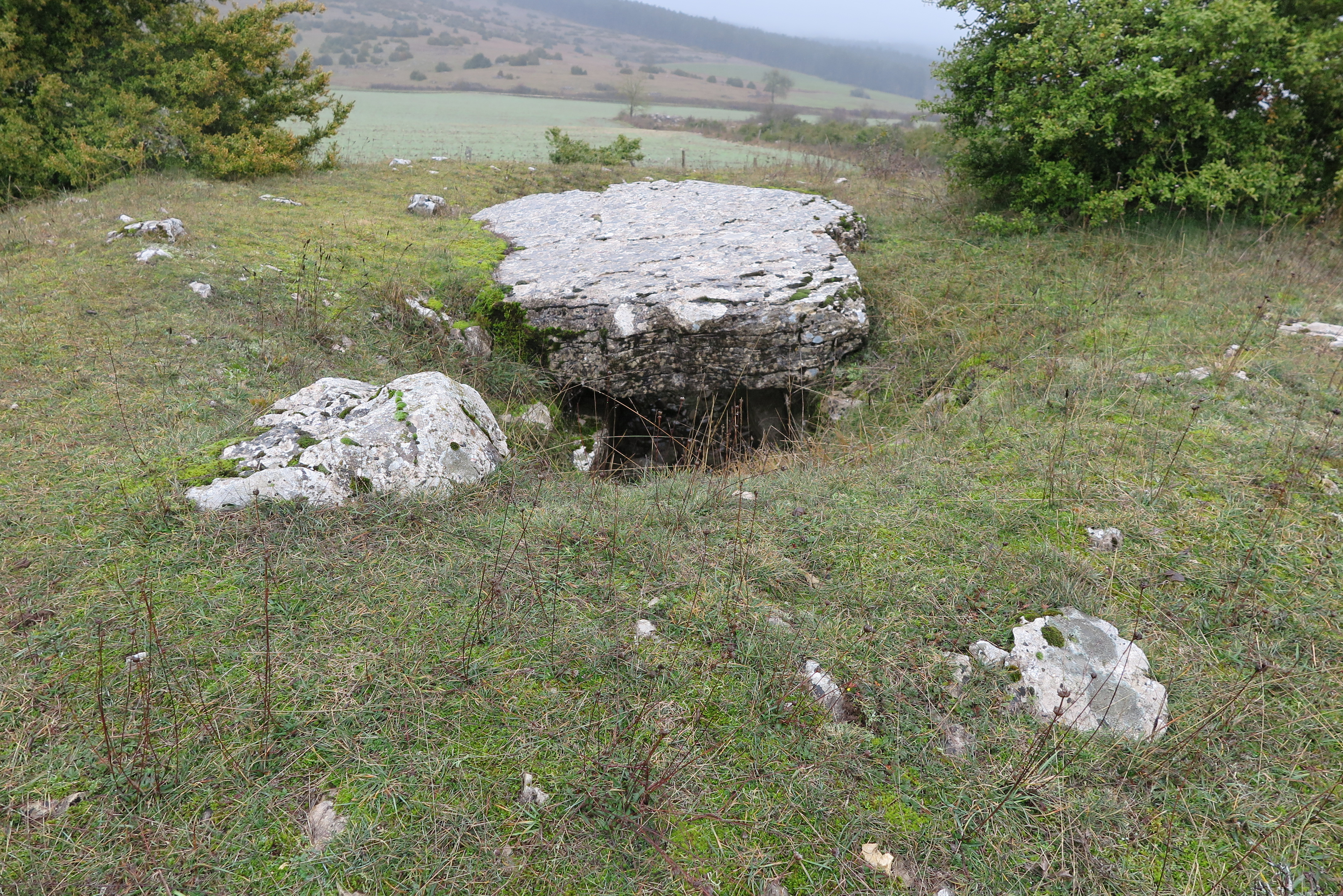
Dolmen von Valbelle

Der von Gilbert Fages restaurierte Dolmen von Valbelle ist ein gut erhaltener Dolmen 300 m südwestlich der Farm Valbelle. Er liegt südlich der D16 (Straße) auf dem Causse Méjean, einer Kalksteinhochebene im Zentralmassiv, etwa westlich von Florac im Département Lozère in Frankreich. Dolmen ist in Frankreich der Oberbegriff für Megalithanlagen aller Art (siehe: Französische Nomenklatur).
Die etwa 4,0 m lange, 0,8 m breite und 1,0 m hohe Kammer liegt in der Mitte eines Hügels von etwa 8,0 m Durchmesser. Die Deckenplatte ist zerbrochen und unvollständig. Ihre Reste liegen auf den neun in situ befindlichen Tragsteinen der Nord-, Süd- und Ostseite.
Die 1954 veröffentlichte archäologische Ausgrabung hat seltene prähistorische Objekte erbracht: Scheibenperlen aus Kalkstein, eine diamantförmige Perle aus Knochen, Anhänger aus Tierkrallen und Quarz. Die gefundenen Knochen gehören zu mindestens 13 Personen (darunter 6 Kinder). Die ersten Bestattungen stammen von etwa 2500 v. Chr. Die Megalithanlage wurde mindestens 7 Jahrhunderte genutzt.